# Atila Biro
Pour les articles homonymes, voir Biró.
Atila Biro, né Attila Bíró, le 20 mars 1931 à Budapest et mort le 22 mars 1987 à Boulogne-sur-Mer, est un architecte, peintre, graveur à l'eau-forte et lithographe hongrois, naturalisé français, signant ses œuvres Atila.

## Biographie
Attila Bíró quitte Budapest avec sa famille, dont le père est architecte, à la fin de la Seconde Guerre mondiale, avant l'arrivée de l'Armée rouge (1944) et s'installe quelque temps en Autriche, puis en 1947 à Sarrebruck, alors sous protectorat français. Le jeune Attila poursuit ses études au Lycée français de cette ville, puis, ayant en tête de devenir artiste peintre, se rend à Paris où il commence ses études d'architecture en 1951 à l'École des beaux-arts de Paris (atelier Pingusson). Il entre cependant en 1953 à l'École supérieure technique de Stuttgart où il suit les cours de l'architecte Günter Behnisch. Il prend dans le même temps des cours de peinture auprès de Willi Baumeister. Il fait également partie de cercles philosophiques et esthétiques réunis autour de Max Bense, et suit enfin les séminaires d'histoire de l'art de Hans Wentzel.
Grâce à son amitié avec Georg Karl Pfahler, il participe à la fondation du « Groupe des Onze » dont font partie Friedrich Sieber et Günther Kirchberger. La première exposition du groupe se tient en 1957 à la Galerie 17 de Munich. Elle est bientôt suivie d'autres à Londres (New Vision Center Gallery), Bruxelles (Galerie Les Contemporains), Rome (Galleria La Tartaruga) et de nouveau à Londres (Drian Gallery). Attila Bíró termine ses études à Stuttgart en 1958 avec un diplôme d'ingénieur-architecte. Il s'installe alors à Paris et travaille dans différents bureaux d'architectes, jusqu'à ce qu'il puisse vivre de sa peinture et s'y consacrer. C'est par les rencontres en 1959 des peintres américains de l'abstraction informelle Paul Jenkins, Joan Mitchell et Sam Francis en 1958, de Jacques Villeglé, François Dufrêne, Raymond Hains et Pierre Restany en 1959, de Peter Saul en 1960 qu'il trouve la voie qui demeurera la sienne, celle d'une libre figuration structurée par le chromatisme de l'arc-en-ciel. C'est alors qu'il prend le nom d'artiste d'Atila, ou Atila Biro, son pseudonyme se constituant donc du simple retrait de la seconde lettre "t" de son prénom.
Avec son épouse Lila Lakshmanan (mariage en 1963), professionnelle du cinéma (on lui doit le montage de films de Jean-Luc Godard comme Le mépris et Les Carabiniers, de François Truffaut comme La peau douce), il partage son temps de travail entre son atelier de Nanterre et le bord du lac de Saint-Cassien (Var), l'artiste trouvant en ce second lieu les conditions de travail les mieux appropriées à sa technique de l'aquarelle (pré-humidification du papier, séchage des œuvres au soleil). Des annotations au dos d'aquarelles restituent qu'il aimait aller chercher l'inspiration jusqu'en Italie. Atila et Lila ont également effectué un voyage au Maroc, plusieurs autres en Inde du Nord.
Atila s'est également intéressé à la lithographie et à l'eau-forte, le nombre de gravures sur cuivre qu'il réalisa à Nanterre étant évalué à une centaine d'œuvres réparties sur deux périodes essentielles, 1964-1965 et 1980-1981.
Il exposa ses œuvres lors d'expositions personnelles à Paris, Rotterdam, Zurich, Stuttgart, Bruxelles, Göteborg et Amsterdam, etc. En 1970, il obtint la nationalité française. De 1958 à 1973, il participa à des projets pour le quartier d'affaires de La Défense près de Paris. Une vingtaine de musées (voir ci-dessous) ont fait l'acquisition de ses œuvres.
Il meurt le 22 mars 1987.

## Expositions

### Expositions personnelles
- 1965: Galerie Delta, Rotterdam (catalogue écrit par Gérald Gassiot-Talabot).
- 1965: Galerie Jacques Massol, Paris (catalogue écrit par Yvon Taillandier).
- 1970: Galerie Veranneman, Bruxelles.
- 1971-1977: Galerie Rive Gauche, Paris (catalogue écrit par Jean-Jacques Lévêque).
- 1972: Galerie Thot, Avignon. Centre culturel Pablo Neruda, Corbeil-Essonnes (catalogue avec texte L'arc-en-ciel d'Atila écrit par Raoul-Jean Moulin).
- 1975: Musée des beaux-arts, Calais. FIAC, Paris.
- 1975-1978-1986-1995: Galerie Convergence, Nantes (Jean et Jeannette Branchet).
- 1976-1978-1985-2001: Galerie Geiger, Konwestheim et Constance.
- 1976: Fondation Veranneman, Kruishoutem.
- 1976-1978: Galerie Ado, Bonheiden-Anvers (catalogue avec texte Atila superbe et menaçant écrit par Alain Bosquet.
- 1976-1978: Galerie Cavalero, Cannes.
- 1980: Galerie Ado, Bonheiden-Anvers (catalogue écrit par Pierre Garnier).
- 1981: Collégiale Saint-Pierre-la-Cour, Le Mans (catalogue écrit par Serge Nikitine).
- 1981: Landesmuseum, Oldenbourg[6].
- 1982: Maison des arts, centre d'action culturelle, Montbéliard.
- 1983: Office culturel de la ville, Sindelfingen.
- 1984: Institut français d'Athènes (Grèce). Forum des Halles, Angers.
- 1985: Musée d'art moderne, Villeneuve-d'Ascq avec John Christoforou et Bengt Lindström (catalogue écrit par Michel Faucher).
- 1987: Galerie nationale hongroise, Budapest.
- 1988: Galerie Geiger, Komwestheim (rétrospective, catalogue avec texte Esquisses pour Atila écrit par Max Bense). Galerie d'art de l'Hôtel Astra, Paris (plaquette avec texte Atila ou la peinture d'un grand seigneur barbare et cultivé écrit par Pierre Brisset).
- 1991: Maison des Princes, Pérouges (catalogue écrit par Gabrielle Boyon).
- 1991-1995: Galerie Convergence, Nantes.
- 1996: Galerie Alain Margaron, Paris.
- 2001: Galerie Geiger, Constance. Centre d'art et de culture, Meudon.
- 2004: Musées des Beaux-Arts d'Ostende et Wapenplein.
- 2006: Grand théâtre d'Angers (rétrospective).
- 2012: Abbaye de Saint-Florent-le-Vieil (rétrospective)[8].
- 2012: Wapler et Mica, Hôtel Drouot, Paris, vente de l'atelier Atila[9].
- 2013: Galerie Atelier 28, Lyon, De soleil et d'eau[10].
- mai-septembre 2022 : Sous le soleil d'Atila, Musée des Beaux-Arts d'Angers[11].

### Expositions collectives
- 1960: Galerie Denise Breteau, Paris (avec, entre autres, Peter Saul).
- 1964: Musée d'art moderne de la ville de Paris, Mythologies quotidiennes (la Nouvelle figuration).
- 1965: Galerie Creuse, Paris, la Figuration narrative dans l'art contemporain.
- 1966-1987: Grand Palais, Paris, participation régulière au Salon de Mai et au Salon Grands et Jeunes d'aujourd'hui.
- Atila, François Jousselin, Jean-Marie Martin, Charles Semser, Hugh Weiss, Galerie Jacques Massol, 1967.
- 1976:  Mythologie de l'image contemporaine  (Atila Biro, Guillaume Corneille, Maryan S. Maryan,  Bernard Rancillac, Hugh Weiss, Centre Régional d'Art Contemporain au Château du Tremblay à Fontenoy
- 1992: Cabinet des estampes de la Bibliothèque nationale, Paris, De Bonnard à Baselitz, dix ans d'enrichissements du cabinet des estampes.
- 2002: Ville d'Angers, Les artistes hongrois en France.
- 2003: Ville d'Angers, Trésors du XXe siècle dans les collections angevines.
- 2005: Conseil général de Maine-et Loire, Angers, Grands formats.
- 2009: Département de Maine-et-Loire, en l'Hôtel Bessonneau d'Angers, Anjou-Hongrie.
- 2009: Salon national des antiquaires d'Angers, Exposition Hachino Kanno et Atila[12].
- 2011: Ville de Tihany (Hongrie), exposition collective Veszprém-Anjou.
- Janvier-mai 2015: Musée de Tessé, Le Mans, exposition Traits Portraits (le portrait dans les collections du musée).
- Novembre-décembre 2016 : Les artistes de la Galerie "Le Soleil dans la tête" (Atila Biro, Jean Couy, Michel Moskovtchenko, Franta...), Maison de la culture et des loisirs de Saint-Étienne, novembre-décembre 2016.

## Réception critique
- « Dans l'étendard déployé des arcs-en-ciel hologrammes, là où les bruits n'existent plus, celui qui contemple une toile d'Atila renonce à lui-même. Il se trouve confronté à un univers outre-couleur, où la vie ne s'échange plus contre la mort. Ici flottent dans l'apesanteur d'une lumière prismatique des cosmonautes sas émotions. Sont-ils de lointains messagers de notre monde éteint ? L'avenir et le passé ont-ils encore un sens ? L'homme a-t-il fini par dominer son propre rêve ? La couleur est-elle la seule porte d'accès à l'infini voyage ? Bien fou qui peut trancher en regardant par le hublot de la toile. Mais pour celui, plus attentif, qui chercherait à percer le vrai mystère des signes, une certitude peu à peu se fait jour : au-delà de l'aspect flamboyant et somptueux de l'organisation chromatique, se joue une démarche gestuelle et expressive. Elle se met au service de la sourde angoisse qui affleure et qui bat, plus visible dans l'œuvre dessiné de l'artiste. » - Jean Vautrin[13]

## Prix et récompenses
- Prix Europe 1969.

## Collections publiques

### France
- Angers, Musée des Beaux-Arts, La nacelle, huile sur toile 195×195cm, 1975[11],[14].
- Angers, médiathèque Toussaint[11].
- Beauvais, MUDO - Musée de l'Oise.
- Calais, Musée des Beaux-Arts.
- Dunkerque, LAAC (Musée d'art contemporain).
- Le Mans, Musée de Tessé[15].
- Lyon, Musée des Beaux-arts.
- Nantes, Musée des Beaux-arts, Personnage multiple, acrylique sur toile 162x130cm[16].
- Paris, Département des estampes et de la photographie de la Bibliothèque nationale de France.
- Paris, Ministère de l'intérieur, Le baiser de Judas, huile sur toile 195x195cm, 1970 (dépôt du Centre national des arts plastiques)[17].
- Musée d'art moderne de la ville de Paris :
  - Sans titre (1), eau-forte 15x10cm, l'un des 25 exemplaires 1964[18] ;
  - Sans titre (2), eau-forte 22x13,5cm, l'un des 50 exemplaires, 1964[19] ;
  - Sans titre (3), eau-forte 13,5x13,5cm, l'un des 20 exemplaires, 1964[20] ;
  - Sans titre (4), eau-forte 14,4x10cm, l'un des 20 exemplaires, 1964[21].
  - Red shift, acrylique sur toile 195x195cm, 1974[22] ;
  - Composition avec personnage, aquarelle 90x65cm, 1975[23].
- Villeneuve-d'Ascq, Lille Métropole Musée d'Art moderne, d'Art contemporain et d'Art brut, Du fond de l'avenir, huile sur toile 195x195cm, 1984[24].

### Allemagne
- Munich, collections de l'état bavarois.
- Oldenbourg, Landesmuseum.

### Belgique
- Bruxelles, Musée d'Ixelles.
- Mons, BAM (Musée des beaux-arts).
- Ostende, Musée d'art moderne.

### Hongrie
- Budapest, Musée des Beaux-arts.
- Budapest, Magyar nemzeti galeria (Galerie nationale hongroise).

## Collections privées
- Henri Braun-Adam[25].

## Commandes publiques (sélection parmi une cinquantaine)
- Paris, Forum des Halles: plafond du centre commercial.
- Paris, La Défense: Le sculpteur de nuages, mur en lave émaillée de 4,58×10,90m (50 m2) sur le parvis de la Défense 2 (terrasse des reflets, près tour ALG)[26],[27],[28].
- Corbeil-Essonnes, salle des fêtes du centre culturel Pablo Neruda: Voyage interstellaire, huile sur toile 1,95×2,55m.
- Dunkerque, collège Lucie Aubrac: Les cerfs-volants, huile sur toile 1,95x3,65m et mur courbe 1,60×74,5m peint en arc-en-ciel.
- Wattignies, groupe scolaire Guillaume Apollinaire: Les génies de l'eau, fresque murale 3×3,80m.
- Le Rheu, collège Georges Brassens: La statue, Les ailes de feu, Kali, Le dompteur d'écume, 4 panneaux émaillés, 2,25×2,18m chacun.
- Epone, collège Benjamin Franklin: Têtes en bois peint, mobiles.
- Mont-de-Marsan, lycée d'enseignement professionnel: La statue (2,8×1,8m) et Les naufragés (1,95×1,95m), deux stèles recouvertes de mosaïque.
- Reims, cour d'appel.
- Nantes, CCAS (place Saint-Similien): Icare, tentative de faire étoile, fresque en tôle émaillée, 9×3,5m.
- Dieppe, Centre d'action culturelle Jean Renoir: fresques murales.
- Bray-Dunes, collège Septentrion: panneau mural, quatre autres murs en brique.
- Torcy, collège Louis Aragon: En orbite, 12 huiles sur toile, coupole de la bibliothèque.
- Colombes, bibliothèque Jacques Prévert: A la recherche de sa page natale, tôle émaillée 2,38×3,95m.
- Boissy-Saint-Léger, deux écoles maternelles et école élémentaire: fresques murales.
- Villetaneuse, cimetière des Joncherolles[29].
- Dunkerque, lycée d'enseignement professionnel: deux murs du hall (2,26×4,53m et 2,26×4,70m) et stèle recouverte de mosaïque en extérieur (3,80×1m).
- Meaux, tribunal de grande instance, salle d'audience civile n°5: L'homme-cerveau d'un seul regard l'éclairerait (Gérard de Nerval), huile sur toile, 2,68×5,64m.
- Zeldeghem (Belgique).
- Limoges, Direction régionale France-Telecom: panneaux muraux et sculpture hall d'entrée.
- Manama (Bahrein), ambassade de France: fresques murales de la salle de réception.
- Pour Air France, cabines première classe Airbus: 14 panneaux, 1,30×1,18 chacun.